# (6015) Paularego
(6015) Paularego ist ein Asteroid des Hauptgürtels, der am 7. August 1991 vom amerikanischen Astronomen Henry E. Holt am Palomar-Observatorium (IAU-Code 675) in Kalifornien entdeckt wurde.
Der Asteroid wurde nach der portugiesischen Malerin und Grafikerin Paula Rego (1935–2022) benannt.